# V-u-den Single Best 9 Vol.1 Omaketsuki
Albums de V-u-den
Suite Room Number 1
(2005)
Singles
V-u-den Single Best 9 Vol.1 Omaketsuki (美勇伝 シングルベスト9 Vol.1 おまけつき, sous-titré en anglais : Single Best 9 with an extra) est le 2e album du groupe de J-pop V-u-den, en fait une compilation de ses neuf premiers singles, sorti en 2007.

## Présentation
L'album, produit et majoritairement écrit par Tsunku, sort le 21 novembre 2007 au Japon sous le label Piccolo Town. Il atteint la 36e place du classement de l'Oricon. Il se vend à 6 155 exemplaires la première semaine et reste classé pendant deux semaines, pour un total de 7 246 exemplaires vendus durant cette période. Il sort aussi dans une édition limitée avec une pochette différente, contenant un DVD en supplément avec des versions alternatives du clip vidéo d'une des chansons.
L'album contient dix chansons, dans l'ordre chronologique inverse de leur parution : une nouvelle chanson inédite (Fantasy), et les chansons-titres des neuf singles du groupe sortis précédemment, dont les cinq plus anciennes figuraient déjà sur le premier album du groupe sorti deux ans auparavant, Suite Room Number 1, les quatre plus récentes ne figurant que sur cette compilation. Elle restera le dernier album du groupe, qui se séparera sept mois plus tard en 2008 après la sortie d'un dixième et dernier single, Nanni mo Iwazu ni I Love You.
Interprètes
- Rika Ishikawa
- Erika Miyoshi
- Yui Okada

## Liste des titres
| 1.  | Fantasy (titre inédit)                                    | Tsunku / Tsunku                      | 4:25 |
| 2.  | Jaja Uma Paradise (じゃじゃ馬パラダイス)                  | Tsunku / Tsunku                      | 4:13 |
| 3.  | Koisuru Angel Heart (恋する♡エンジェル♡ハート)            | Tsunku / Tsunku                      | 3:41 |
| 4.  | Aisu Cream to My Purin (愛すクリ~ムとMyプリン)            | Tsunku / Tsunku                      | 3:57 |
| 5.  | Issai Gassai Anata ni Ageru (一切合切 あなたに∮あ·げ·る♪) | Tsunku / Tsunku                      | 3:29 |
| 6.  | Kurenai no Kisetsu (クレナイの季節)                       | Tsunku / Tsunku                      | 4:26 |
| 7.  | Hitorijime (ひとりじめ)                                   | Yoshiko Miura / Tsunku               | 4:35 |
| 8.  | Ajisai Ai Ai Monogatari (紫陽花アイ愛物語)                | Sutoku Tsunoda, Miyu Saitō / Tsunoda | 4:23 |
| 9.  | Kacchoii ze! Japan (カッチョイイゼ! JAPAN)                | Tsunku / Tsunku                      | 4:09 |
| 10. | Koi no Nukegara (恋のヌケガラ)                            | Reiko Yukawa / Hatake                | 3:55 |

| 1. | Aisu Cream to My Purin (Close-up Ishikawa Rika Ver.) (愛すクリ~ムとMyプリン) (Close-up 石川梨華 Ver.)   |  |
| 2. | Aisu Cream to My Purin (Close-up Miyoshi Erika Ver.) (愛すクリ~ムとMyプリン) (Close-up 三好絵梨香 Ver.) |  |
| 3. | Aisu Cream to My Purin (Close-up Okada Yui Ver.) (愛すクリ~ムとMyプリン) (Close-up 岡田唯 Ver.)         |  |